# Karin Granbom Ellison
Karin Maria Granbom Ellison, född 9 april 1977 i Lund, är en svensk politiker (liberal). Hon var ordinarie riksdagsledamot 2002–2014, invald för Östergötlands läns valkrets.

## Biografi
Granbom Ellison är civilekonom med en europeisk masterexamen i rättsekonomi. Hon har även en kandidatexamen i nationalekonomi och en kandidatexamen i företagsekonomi. Hon undervisade i rättsekonomi vid Linköpings universitet när hon 2002 valdes in i riksdagen. 25 år gammal blev hon därmed riksdagens yngsta kvinna.

### Politiska uppdrag
Granbom Ellison var 1994–1996 ordförande för Liberala ungdomsförbundet i Östergötland och praktikant på Folkpartiets kansli i Europaparlamentet 1998.
Hon var ordinarie riksdagsledamot 2002–2014. I riksdagen var Granbom Ellison ledamot i EU-nämnden 2002–2007 och 2008–2010, näringsutskottet 2006–2008 och konstitutionsutskottet 2010–2014. Hon var även suppleant i EU-nämnden, justitieutskottet, konstitutionsutskottet, miljö- och jordbruksutskottet, näringsutskottet, utbildningsutskottet och utrikesutskottet, samt sammansatta justitie- och socialutskottet och sammansatta konstitutions- och utrikesutskottet.
Hon har varit ledamot i Kriminalvårdens styrelse och insynsråd (2003–2012). Hon har deltagit i två offentliga utredningar: Kriminalvårdskommittén (2003–2004) och Vallagskommittén (2011–2013).
Mellan 2014 och 2018 var hon kommunalråd i Linköpings kommun.
År 2020 började hon arbeta på Folkungaskolan i Linköping som juridiklärare.